# Shinjuku Daiichi Seimei Building
Lo Shinjuku Daiichi Seimei Building (新宿第一生命ビルディング?, Shinjuku Daiichiseimei birudingu) è un edificio per uffici situato nel distretto di Nishi-Shinjuku, a Shinjuku, Tokyo, Giappone. Con i suoi 111 metri di altezza e 27 piani, rappresenta uno degli edifici iconici dell'area di Shinjuku, nota per il suo panorama urbano moderno e caratterizzato da numerosi grattacieli.

## Storia
La costruzione dell'edificio è iniziata nel 1974 ed è stata completata nel 1978, nell'ambito di un progetto di riqualificazione urbana volto a sviluppare l'area di Nishi-Shinjuku come uno dei principali centri direzionali di Tokyo. L'edificio prende il nome dalla società assicurativa giapponese Dai-Ichi Seimei, che ha finanziato e promosso la costruzione.

## Architettura
Lo Shinjuku Daiichi Seimei Building è stato progettato come un edificio per uffici. La sua struttura moderna è realizzata in acciaio e cemento armato, con una facciata in vetro che riflette l'ambiente circostante. L'edificio raggiunge un'altezza di 111 metri, suddivisi in 27 piani sopra il livello del suolo e quattro piani sotterranei. Gli spazi interni sono ottimizzati per ospitare uffici e attività commerciali.

## Funzioni e utilizzo
L'edificio ospita principalmente uffici aziendali e organizzazioni no-profit. Tra gli inquilini principali figurano:
- Odakyu Electric Railway (sede principale);
- Japan International Cooperation Center (JICE);
- Computer Entertainment Supplier's Association (CESA).

Al piano terra e nei primi livelli sono presenti negozi, banche e un ufficio postale, rendendo l'edificio un punto di riferimento per i lavoratori e i visitatori della zona. Inoltre, nei piani superiori si trovano cliniche mediche e un centro diagnostico.

## Accessibilità
L'edificio si trova a circa 10 minuti a piedi dalla stazione di Shinjuku, una delle principali stazioni ferroviarie di Tokyo. È inoltre facilmente accessibile dalla stazione di Tochomae della Toei Ōedo Line.